# Закаменськ
Закаменськ (рос. Закаменск) — місто Закаменського району, Бурятії Росії. Входить до складу Міського поселення Місто Закаменськ.
Населення — 10 928 осіб (2024 рік).
Засноване 1934 року.

## Промисловість
Місто — центр видобутку вольфрамових руд Джидинського вольфрамо-молібденового комбінату.